# Przybliżenie dyskretnych dipoli
Przybliżenie dyskretnych dipoli – metoda dokładnego rozwiązania problemu rozpraszania światła na niesferycznych i niejednorodnych cząstkach oraz na periodycznych układach cząstek.
Przybliżenie dyskretnych dipoli (ang. discrete dipole approximation, w skrócie DDA) opiera się na założeniu, że cząstkę rozpraszającą można przybliżyć przez układ mniejszych elementów oddziaływających z falą elektromagnetyczną jak pojedynczy dipol. Metoda polega na uwzględnieniu jednoczesnych oddziaływań pomiędzy wszystkimi dipolami w układzie i daje dokładne rozwiązanie równań rozpraszania światła na cząstkach o dowolnym kształcie i rozkładzie niejednorodności materiału (współczynnika refrakcji). Została zaproponowana przez Purcella i Pennypackera i istotnie rozwinięta w latach 1980–2000 przez Bruce’a T. Draine’a i Piotra Flataua. Obecnie istnieją inne implementacje i rozszerzenia do problemów rozpraszania na periodycznych strukturach
DDA jest dokładnym rozwiązaniem równań Maxwella na niesferycznych cząstkach i uzupełnia rozwiązanie Mie, które są możliwe tylko dla cząstek sferycznych. Ograniczeniem metody jest zakres parametru wielkości {\displaystyle x={2\pi r}/\lambda } i wielkość współczynnika refrakcji. Metoda dyskretnych dipoli jest ogólniejsza niż przybliżenie Rayleigha, które jest ważne dla jednego dipola i sprowadza się do rozwiązania Rayleigha dla małych parametrów wielkości. Metoda jest wykorzystywana w szerokim zakresie problemów fizycznych, m.in. w zagadnieniach nanotechnologii, rozpraszaniu na pyle międzyplanetarnym, rozpraszaniu fal mikrofalowych (radar) przez kryształy lodu, ekstynkcji na cząstkach aerozoli atmosferycznych, detekcji zanieczyszczeń na powierzchni.